# Xiphonychidion viduum
Xiphonychidion viduum är en stekelart som först beskrevs av Maximilian Spinola 1851.  Xiphonychidion viduum ingår i släktet Xiphonychidion och familjen brokparasitsteklar. Inga underarter finns listade i Catalogue of Life.